# Sam Bockarie
Sam "Mosquito" Bockarie, född 2 oktober 1964 i Koidu, Sierra Leone, död 5 maj 2003 i Liberia, var en av ledarna för rebellgruppen Revolutionary United Front och dess högste ledare 2000-2002. Han var aktiv under inbördeskriget i Sierra Leone och inbördeskriget i Elfenbenskusten.

## Uppväxt
Sam Bockaries far arbetade i en diamantgruva i centrala Sierra Leone. Bockarie följde i sin fars fotspår och började endast 19 år gammal själv arbeta i samma gruva som sin far. Men efter bara något år bytte han gruvorna mot en karriär som dansare. Han flyttade senare till Liberia och vidare till Elfenbenskusten, där han hade olika jobb som bland annat kypare, frisör och elektriker. 1989 invaderades Liberia av Charles Taylor och hans rebellgrupp National Patriotic Front of Liberia (NPFL) från Elfenbenskusten, där Bockarie då bodde. Bockarie gick senare samma år med i NPFL, där han mötte andra sierraleonier, och tillsammans började de tala om en liknande kamp i Sierra Leone. När NPFL i september 1990 lyckades störta landets diktator Samuel Doe gick Bockarie tillsammans med flera andra sierraleonier som slagits för NPFL med i en gerillagrupp som leddes av Foday Sankoh. Denna grupp skulle senare bli känd som Revolutionary United Front (RUF). Sam Bockarie var med den 23 mars 1991, då RUF gick över gränsen till Sierra Leone och inbördeskriget var ett faktum. 

## Inbördeskrig och statskupp
Under åren som följde klättrade han snabbt inom RUF och blev snart en av dess högsta ledare. När ledaren Foday Sankoh greps och sattes i husarrest i Nigeria i mars 1997 tog han över ledningen för hela RUF. När RUF i samarbete med en grupp officerare inom Sierra Leones armé, Armed Forces Revolutionary Council (AFRC), under ledning av major Johnny Paul Koroma störtade den sittande regeringen i en statskupp den 25 maj 1997 och tillsammans bildade en militärjunta som styrde landet, blev Bockarie försvarsminister. Han innehöll posten tills att juntan störtades av den nigeriansk-ledda styrkan ECOMOG i februari 1998 och RUF/AFRC tvingades till reträtt. Ett skoningslöst gerillakrig följde, och flera fredsavtal och vapenvilor förhandlades fram, men RUF bröt dem varje gång. I takt med att Storbritannien, FN och flera grannländer ingrep i konflikten minskade RUF emellertid i styrka.

## Livet i exil och död
2002 flydde Bockarie till Liberia och vidare till Elfenbenskusten, där han arbetade för ett antal olika rebellrörelser; bland annat var han verksam under inbördeskriget i Elfenbenskusten. I april 2003 återvände Bockarie till Liberia och slog sig ner i huvudstaden Monrovia. När FN och den nya regeringen i Sierra Leone fick reda på att han befann sig i landet satte de press på att presidenten Charles Taylor skulle utlämna honom till Specialdomstolen för Sierra Leone, så att han kunde ställas inför rätta. Ett par dagar senare dog Bockarie under mystiska omständigheter i samband med skottlossning med liberiska trupper i Monrovia. Enligt den officiella versionen vägrade Bockarie att överlämna sig när trupperna kom för att gripa honom varpå skottlossning utbröt vilket resulterade i att han sköts till döds, men det har också hävdats att Taylor medvetet sände trupperna för att döda honom för att han skulle slippa utlämnas.